# Vin orange
Ne doit pas être confondu avec Vin d'orange.

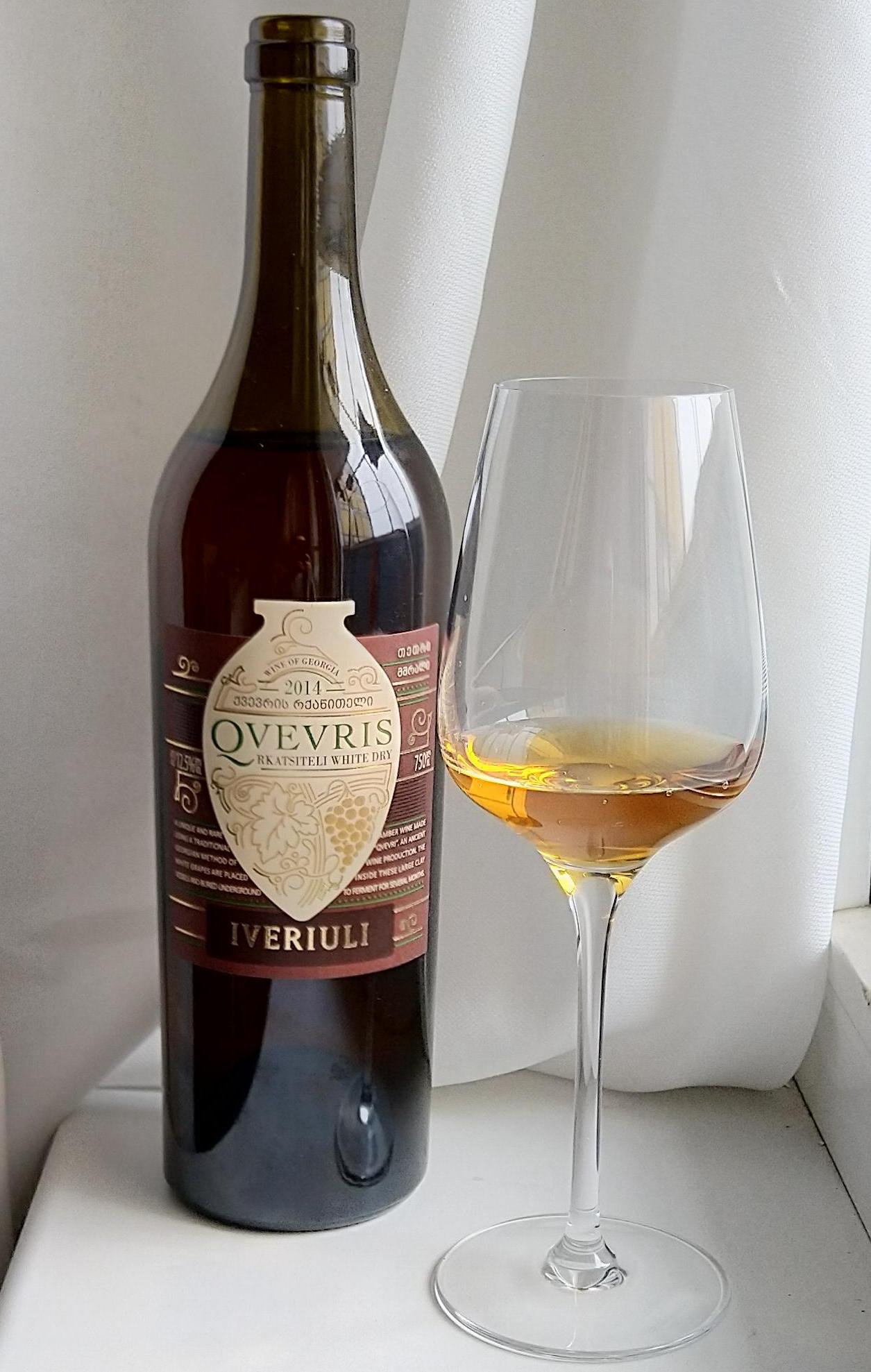
Un vin ambré de Géorgie issu du cépage rkatsiteli.

Un vin orange, ou vin ambré (en Géorgie) ou plus techniquement appelé vin blanc de macération ou vin blanc macéré, est un type de vin issu de cépages blancs où le jus des raisins est laissé en contact avec les peaux, les pépins, voire parfois les rafles, pendant une durée plus ou moins longue.
Cette technique entraîne une extraction de couleur, d'arômes et de structure, ce qui le différencie fondamentalement du vin blanc. Par son identité propre, cette catégorie de vin est considérée comme la quatrième couleur du vin.
Il ne doit pas être confondu avec d'autres vins qui peuvent présenter une robe similaire, comme les vins oxydés, madérisés ou liquoreux par exemple. 

## Histoire

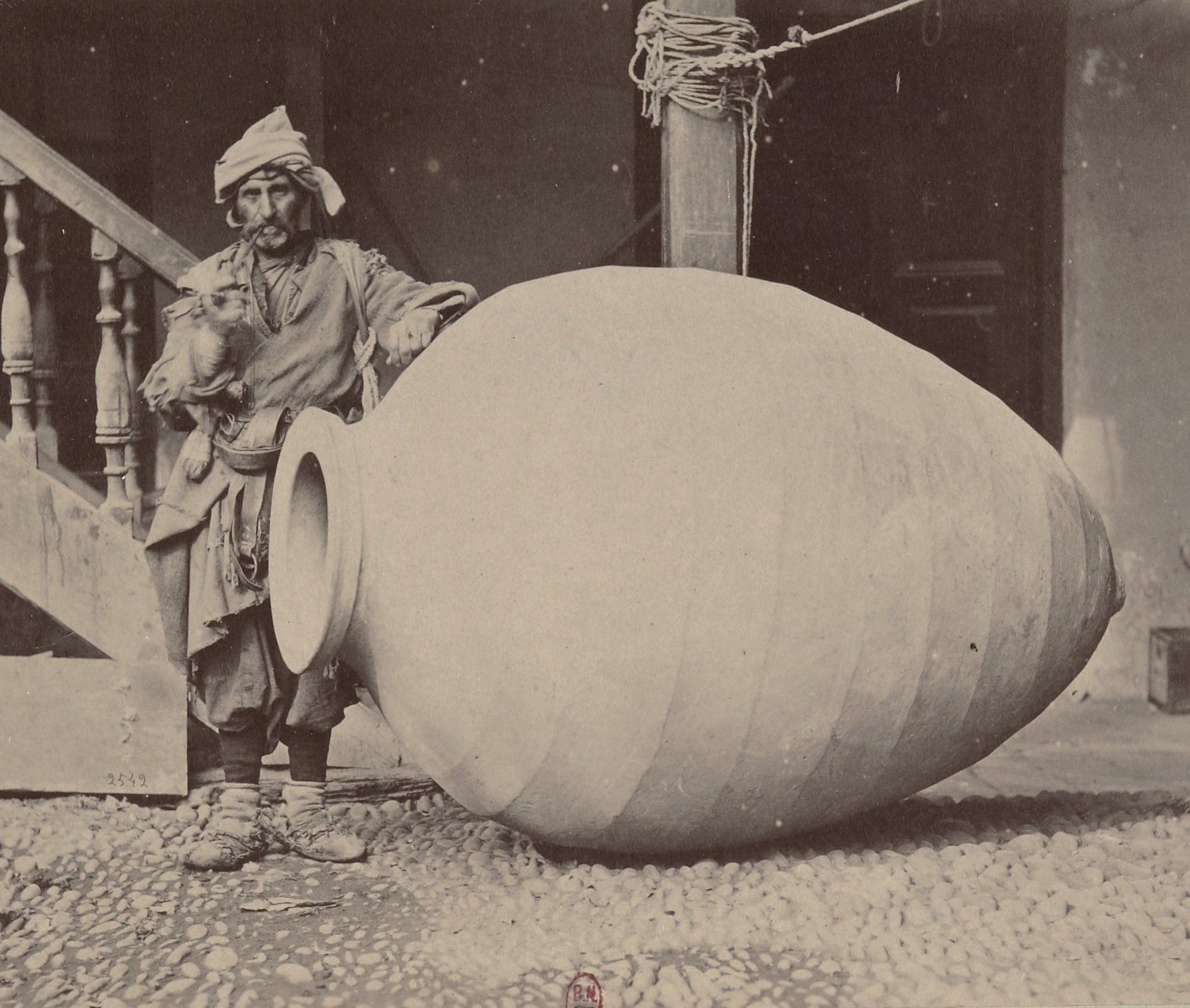
Kvevri en Kakhétie (Géorgie, 1881).

Ce type de vin réactualise un procédé né dans le Caucase il y a environ 8 000 ans. Cette technique a très probablement été inventée en Géorgie (région de Kakhétie) où les traces les plus anciennes de vinification ont été découvertes et que l'on considère comme le berceau de la viticulture. Les Géorgiens y pratiquaient la macération des vins blancs qu’ils laissaient vieillir dans des amphores enterrées. Ces récipients de grande taille en argile, appelés kvevris, se prêtent en effet particulièrement bien à l’élevage de ces vins. La région du Caucase a continué à produire du vin de cette manière quasiment sans discontinuité jusqu'à nos jours,.
Il y a quelques siècles, des vins produits de façon similaire ont commencé à être produits en Italie (région du Frioul-Vénétie Julienne) et en Slovénie.
Au début des années 1990, inspirés par les techniques de vinification géorgiennes et les vins naturels, deux vignerons de la région nord-est italienne du Frioul-Vénétie Julienne, Stanko Radikon et Joško Gravner, ont commencé à produire et à mettre en valeur des vins blancs de macération longue. Ces vins y sont appelés « ramato » (cuivré en italien) ou « macerato » (macéré en italien) et sont élaborés à partir de cépages comme la ribolla gialla et le friulano, ainsi que le pinot grigio (pinot gris en italien).
Aujourd'hui, les vins orange sont encore assez rares, mais de plus en plus de vignerons s'intéressent à ce style de vinification naturelle. Outre les pays déjà cités, la tendance s'est étendue à un grand nombre d'autres pays qui proposent maintenant ce type de vin tels que la Croatie, la Slovaquie, la Bulgarie, les États-Unis, la Nouvelle-Zélande, l'Afrique du Sud, l'Australie, l'Autriche, l'Allemagne, la Suisse, l'Espagne, le Portugal et la France (Alsace, Loire, Languedoc-Roussillon, Jura, Savoie, Vallée du Rhône),.

## Terminologie

Cuverie d'amphores de Frank Cornelissen en Sicile où sont produits ses vins de macération.

Le terme orange wine (vin orange en anglais), également appelé skin-contact wine, a été introduit en 2004 par David A. Harvey de Raeburn Fine Wines, un importateur de vins britannique, alors qu'il souhaitait commercialiser les vins de la cave de Frank Cornelissen, située près de l'Etna en Sicile, et dont le style selon lui ne possédait pas encore de nom approprié et suffisamment précis.

## Vinification

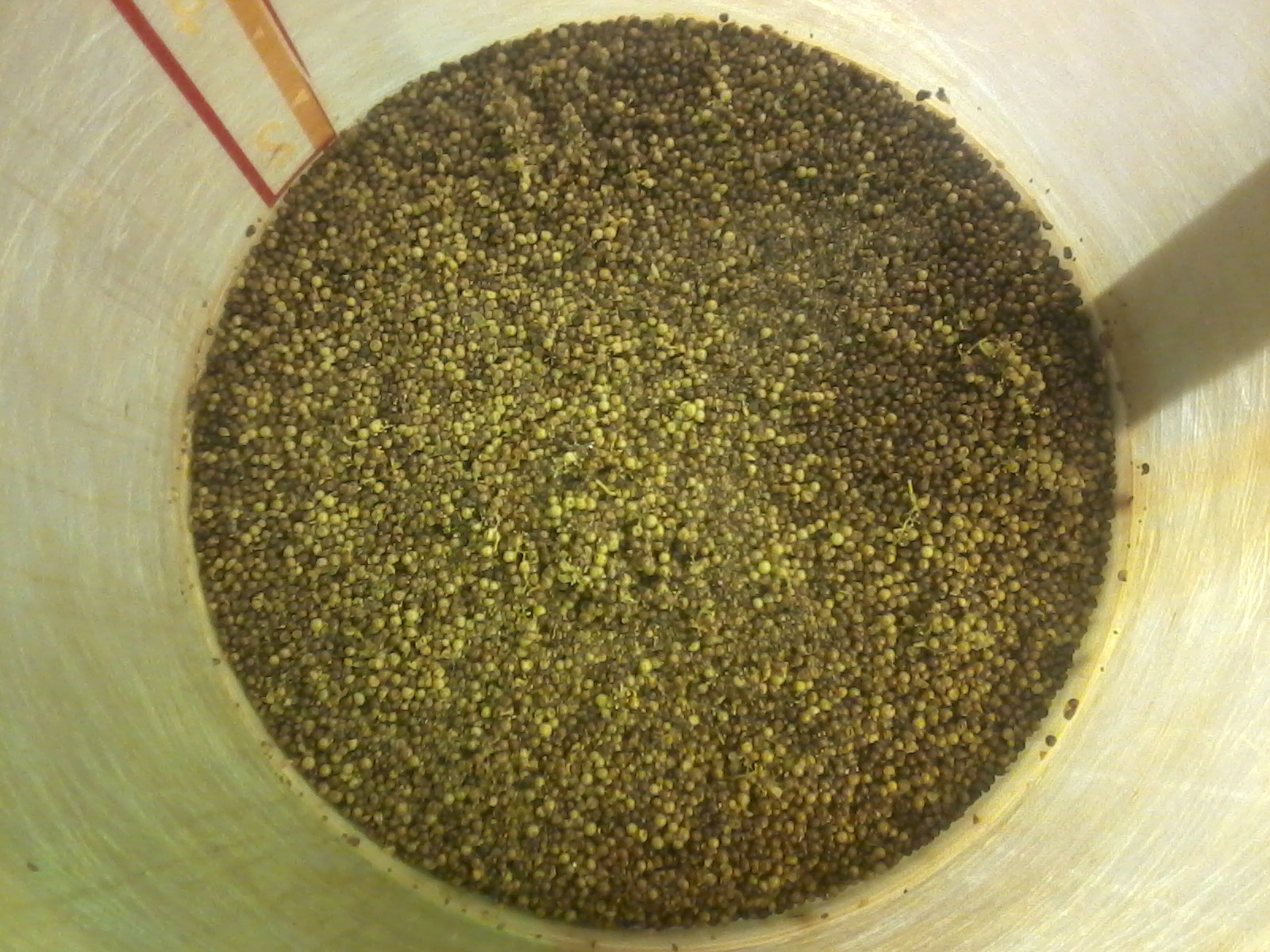
Raisins de chardonnay en cours de macération pelliculaire.

Pour produire ce type de vin, contrairement à la plupart des vins blancs, le moût est laissé en contact avec la peau et la pulpe des baies, les pépins et parfois même avec les rafles pendant une durée allant de plusieurs jours à deux ans, en général quelques semaines. Le vigneron décide du temps de macération en fonction du type de vin recherché. De manière générale, plus la macération pelliculaire est longue, plus le vin sera tannique et aura une aromatique et une couleur prononcée.
Cette méthode de vinification, aussi nommée macération pelliculaire longue, est donc fondamentalement différente de la production traditionnelle de vin blanc, où les raisins sont d'abord foulés, puis pressés et ensuite débarrassés des peaux et des pépins de raisin avant que la fermentation commence.
La peau des raisins contient des pigments naturels (flavonoïdes, polyphénols et anthocyanes), des phénols et des tanins qui sont normalement considérés comme indésirables pour les vins blancs. Pour les vins rouges au contraire, le contact plus ou moins prolongé avec la peau des raisins est utilisé précisément pour donner au vin sa couleur, sa saveur et sa texture. Ces vins, blancs à l'origine, sont donc produits à la manière des vins rouges et en possèdent une partie des caractéristiques, à savoir un gout et des arômes intenses, une couleur plus prononcée ainsi que du corps et une texture dus à la présence des tanins,.
La fermentation du moût en Géorgie est effectuée dans des récipients spéciaux en argile de grande taille enfouis dans le sol, appelés kvevri. Ailleurs, la fermentation s'effectue en amphores, en fûts de chêne ou en cuves ciment ou inox. Les cépages locaux, Rkatsiteli et Kisi, sont utilisés pour la production en Géorgie. De nombreux autres cépages, comme le gewurztraminer, le chardonnay et le muscat, sont utilisés dans d'autres pays avec de bons résultats.

## Caractéristiques du vin
Les caractéristiques du vin peuvent varier considérablement selon le ou les cépages utilisés, le terroir, l'éraflage partiel ou total des grappes, la durée de macération, le type d'élevage, l'oxydation volontaire et certains autres facteurs (récipient de vinification, age du vin, etc.).
Ces vins sont plus digestes, plus aromatiques et possèdent une moindre acidité que les vins blancs classiques, tout en conservant de la fraîcheur. À la fois complexes et frais, l’alcool et le sucre n'y sont pas marqués car ces vins sont très secs.
En général, ces vins sont structurés, texturés, riches, amples, avec une teneur élevée en tanins et un goût intense qui peut aller jusqu'à l'amertume. Les saveurs sont puissantes, persistantes au nez et en bouche et s'expriment, très diversement selon les vins, par des arômes floraux (tilleul), d'agrumes, de pommes écrasées, de raisins secs, de fruits à coque (noix, noisette, amande, etc.), d'épices, de thés, de miel et des notes minérales, herbacées, torréfiées (café, pain grillé) ou d'oxydation.
Ils se caractérisent en apparence par une couleur allant du jaune au brun-ambré et une robe légèrement trouble, voire un dépôt, pour ceux n'ayant pas subi de collage ou de filtration.
Ces vins possèdent un bon potentiel de garde en raison de leur structure tannique.

## Orange Wine Festival
Depuis 2012, un festival exclusivement consacré au vin orange a lieu deux fois par an : l'Orange Wine Festival. Pendant deux semaines, les organisateurs proposent au public de découvrir ces vins au travers de dégustations, de dîners et autres animations au cours desquels des vignerons venus du monde entier présentent leurs derniers millésimes. Habituellement, la première édition annuelle a lieu en avril à Izola (Slovénie) et la seconde en novembre à Vienne (Autriche).

#### Internet
- (en) Madeline Puckette, « All About Orange Wine », sur Wine Folly, 27 octobre 2018.

#### Presse
- Caroline Stevan, « Orange, la quatrième couleur du vin », sur Le Temps, 21 septembre 2017 (ISSN 1423-3967).
- France Massy, « Naissance d'un vin orange… », sur Lenouvelliste.ch, 22 septembre 2019.
- Jean Daniel Kientz, « Quand les vins blancs prennent des couleurs », sur Lalsace.fr, 3 novembre 2019.
- (en) Tammie Teclemariam, « Skin-Contact White Wines, a.k.a. Orange Wine for Beginners », sur Wine Enthusiast, 10 juillet 2019.
- (en) Simon Woolf, « Orange wines: it’s time to get in touch », sur Decanter, 12 mai 2015.
- (en) Richard Siddle, « Simon Woolf on why the world is falling in love with orange wine », sur The Buyer, 29 juillet 2019.

#### Vidéos
- « Qu'est-ce que le vin orange ? », sur La Revue du vin de France, 3 décembre 2015.
- « Tendance : le vin orange, un vin de raisin rare à la robe orange », sur Franceinfo, 7 juillet 2019.
- « Patrimoine culinaire : le vin orange se fait une place », sur Franceinfo, 25 janvier 2021.